# ۹۹۲ (قمری)
۹۹۲ (قمری)، نهصد و نود و دومین سال در گاهشماری هجری قمری است. اول محرم این سال برابر با چهاردهم ژانویه سال ۱۵۸۴ میلادی است.